# Saison 1955-1956 du FC Nantes
Chronologie
Saison précédente Saison suivante
La saison 1955-1956 du FC Nantes est la 13e saison de l'histoire du club nantais. Le club est engagé dans trois compétitions officielles : la Division 2 (11e participation), la Coupe de France (13e participation) et enfin la Coupe Charles Drago (4e participation).

## Effectif et encadrement

### Tableau des transferts

#### Transferts du mercato d'été
| Nom                | Nationalité | Poste     | Transfert | Provenance/Destination   | Division        |
| ------------------ | ----------- | --------- | --------- | ------------------------ | --------------- |
| Arrivées           |             |           |           |                          |                 |
| Georges Desmars    | France      | Défenseur |           | Stade couëronnais        |                 |
| Yves Jort          | France      | Défenseur |           |                          |                 |
| Anton Raab         | Allemagne   | Défenseur |           | Sans club                |                 |
| Louis Dikabo       | Cameroun    | Milieu    |           |                          |                 |
| Gilbert Rivalland  | France      | Milieu    |           |                          |                 |
| Edmond Barbier     | France      | Attaquant |           | FC Nantes rés.           | CFA Ouest (D3)  |
| Pierre Mesgouez    | France      | Attaquant |           | DC Carhaix               | DH Ouest (D2)   |
| Robert Paindessous | France      | Attaquant |           |                          |                 |
| Maurice Singier    | France      | Attaquant |           | FC Sète                  | Division 2 (D2) |
| Jacques Carpentier | France      | Attaquant |           |                          |                 |
| Helaouet           | France      | Attaquant |           |                          |                 |
| Cahart             | France      | Attaquant |           |                          |                 |
| Amar Kodja         | Algérie     | Attaquant |           |                          |                 |
| Départs            |             |           |           |                          |                 |
| Jean Manairaud     | France      | Milieu    |           |                          |                 |
| Oswaldo Minci      | France      | Milieu    |           |                          |                 |
| Gerrit Vreken      | Pays-Bas    | Milieu    |           |                          |                 |
| Uhartegaray        | France      | Milieu    |           |                          |                 |
| Jean Domenger      | France      | Attaquant |           | FC Girondins de Bordeaux | Division 1 (D1) |
| Michellier         | France      | Attaquant |           |                          |                 |
| Roger Orengo       | France      | Attaquant |           |                          |                 |
| Jan van Geen       | Pays-Bas    | Attaquant |           |                          |                 |
| Gilbert Veinante   | France      | Attaquant |           |                          |                 |

#### Transferts hors mercato
| Nom                | Nationalité | Poste     | Transfert | Provenance/Destination | Division        |
| ------------------ | ----------- | --------- | --------- | ---------------------- | --------------- |
| Arrivées           |             |           |           |                        |                 |
| Jerzy Pietrzyk     | Pologne     | Milieu    |           | AS Troyes-Savinienne   | Division 1 (D1) |
| Dominique Collados | France      | Attaquant | (janvier) | AS Saint-Étienne       | Division 1 (D1) |
| Départs            |             |           |           |                        |                 |
| Claude Orosco      | France      | Attaquant |           | AS Saint-Étienne       | Division 1 (D1) |

## Autres matchs
| Date              | Statut        | Adversaire | Niveau | Lieu                              | Score | Buteurs du FC Nantes | Affluence      |
| ----------------- | ------------- | ---------- | ------ | --------------------------------- | ----- | -------------------- | -------------- |
| Jeudi 4 août 1955 | Coupe Odorico | Angers SCO | D2     | Ext. ou Stade du Viviers (Nantes) | 1 - 2 | ?                    | 2.000 ou 2.075 |

## Compétitions

### Division 2

#### Calendrier
| Date                       | Journée | Adversaire            | Lieu | Score | Buteurs du FC Nantes             | Class. | Affluence |
| -------------------------- | ------- | --------------------- | ---- | ----- | -------------------------------- | ------ | --------- |
| Dimanche 21 août 1955      | J01     | FC Rouen              | Dom. | 3 - 2 |                                  |        |           |
| Dimanche 28 août 1955      | J02     | FC Sète               | Ext. | 1 - 1 |                                  |        |           |
| Dimanche 4 septembre 1955  | J03     | CO Roubaix-Tourcoing  | Ext. | 1 - 4 | Staho 77e                        |        | 2.615     |
| Dimanche 11 septembre 1955 | J04     | Perpignan FC          | Dom. | 0 - 0 | -                                |        |           |
| Dimanche 18 septembre 1955 | J05     | FC Grenoble           | Ext. | 0 - 4 | -                                |        |           |
| Dimanche 25 septembre 1955 | J06     | AS Béziers            | Dom. | 1 - 0 |                                  |        |           |
| Dimanche 2 octobre 1955    | J07     | Olympique alésien     | Ext. | 0 - 5 | -                                |        | 3.342     |
| Dimanche 9 octobre 1955    | J08     | AS Cannes             | Ext. | 2 - 2 | Singier 22e, Devallan 24e (pen.) |        | 2.728     |
| Dimanche 16 octobre 1955   | J09     | Red Star OA           | Dom. | 1 - 1 |                                  |        |           |
| Dimanche 23 octobre 1955   | J10     | Le Havre AC           | Ext. | 1 - 3 |                                  |        |           |
| Samedi 29 octobre 1955     | J11     | AS aixoise            | Dom. | 4 - 2 |                                  |        |           |
| Samedi 1er novembre 1955   | J12     | SC Toulon             | Dom. | 1 - 1 |                                  |        |           |
| Dimanche 6 novembre 1955   | J13     | RCFC Besançon         | Ext. | 4 - 4 |                                  |        |           |
| Vendredi 11 novembre 1955  | J14     | SO Montpellier        | Dom. | 2 - 1 |                                  |        |           |
| Dimanche 13 novembre 1955  | J15     | CA Paris              | Dom. | 4 - 2 |                                  |        |           |
| Dimanche 20 novembre 1955  | J16     | Angers SCO            | Ext. | 2 - 1 |                                  |        | 7.600     |
| Samedi 26 novembre 1955    | J17     | Stade français FC     | Ext. | 0 - 3 | -                                |        |           |
| Dimanche 4 décembre 1955   | J18     | US Valenciennes-Anzin | Dom. | 1 - 3 |                                  |        |           |
| Dimanche 11 décembre 1955  | J19     | Stade rennais UC      | Ext. | 2 - 4 |                                  |        |           |
| Dimanche 25 décembre 1955  | J20     | FC Rouen              | Ext. | 2 - 0 |                                  |        |           |
| Dimanche 1er janvier 1956  | J21     | FC Sète               | Dom. | 4 - 2 |                                  |        |           |
| Samedi 14 janvier 1956     | J22     | CO Roubaix-Tourcoing  | Dom. | 1 - 3 | Collados 10e                     |        | 5.000 (?) |
| Dimanche 22 janvier 1956   | J23     | Perpignan FC          | Ext. | 0 - 5 | -                                |        |           |
| Dimanche 29 janvier 1956   | J24     | FC Grenoble           | Dom. | 0 - 1 | -                                |        |           |
| Mardi 14 février 1956      | J25     | AS Béziers            | Ext. | 2 - 5 |                                  |        |           |
| Dimanche 19 février 1956   | J26     | AS aixoise            | Ext. | 2 - 2 |                                  |        |           |
| Jeudi 8 mars 1956          | J28     | SO Montpellier        | Ext. | 2 - 3 | Paindessous 16e, Singier 46e     |        | 1.520     |
| Dimanche 11 mars 1956      | J29     | CA Paris              | Ext. | 1 - 1 | Devallan 57e (pen.)              |        | 1.664     |
| Dimanche 18 mars 1956      | J30     | RCFC Besançon         | Dom. | 1 - 1 |                                  |        |           |
| Samedi 24 mars 1956        | J31     | Red Star OA           | Ext. | 1 - 3 |                                  |        |           |
| Dimanche 1er avril 1956    | J32     | AS Cannes             | Dom. | 0 - 1 | -                                |        |           |
| Dimanche 15 avril 1956     | J33     | Stade rennais UC      | Dom. | 0 - 3 | -                                |        |           |
| Dimanche 22 avril 1956     | J34     | Olympique alésien     | Dom. | 0 - 1 | -                                |        |           |
| Dimanche 29 avril 1956     | J35     | US Valenciennes-Anzin | Ext. | 2 - 1 |                                  |        |           |
| Jeudi 10 mai 1956          | J27     | Le Havre AC           | Dom. | 1 - 1 |                                  |        |           |
| Dimanche 13 mai 1956       | J36     | Stade français FC     | Dom. | 3 - 2 |                                  |        |           |
| Dimanche 20 mai 1956       | J37     | SC Toulon             | Ext. | 2 - 4 |                                  |        |           |
| Dimanche 27 mai 1956       | J38     | Angers SCO            | Dom. | 0 - 2 | -                                |        | 10.406    |

#### Classement
| Rang | Équipe                | Pts | J  | G  | N  | P  | Bp | Bc | Diff |
| ---- | --------------------- | --- | -- | -- | -- | -- | -- | -- | ---- |
| 1    | Stade rennais UC      | 54  | 38 | 23 | 8  | 7  | 69 | 38 | +31  |
| 2    | Angers SCO            | 53  | 38 | 25 | 3  | 10 | 90 | 42 | +48  |
| 3    | US Valenciennes-Anzin | 51  | 38 | 22 | 7  | 9  | 80 | 39 | +41  |
| 4    | AS Béziers            | 51  | 38 | 20 | 11 | 7  | 69 | 43 | +26  |
| 5    | Stade français FC     | 46  | 38 | 17 | 12 | 9  | 75 | 56 | +19  |
| 6    | Olympique alésien     | 45  | 38 | 17 | 11 | 10 | 64 | 51 | +13  |
| 7    | Red Star OA           | 42  | 38 | 16 | 10 | 12 | 76 | 69 | +7   |
| 8    | FC Grenoble           | 39  | 38 | 12 | 15 | 11 | 46 | 41 | +5   |
| 9    | RCFC Besançon         | 39  | 38 | 14 | 11 | 13 | 54 | 54 | 0    |
| 10   | CO Roubaix-TourcoingR | 36  | 38 | 16 | 4  | 18 | 63 | 61 | +2   |
| 11   | AS Cannes             | 35  | 38 | 13 | 9  | 16 | 48 | 69 | -21  |
| 12   | Le Havre AC           | 34  | 38 | 12 | 10 | 16 | 45 | 37 | +8   |
| 13   | SC Toulon             | 33  | 38 | 10 | 13 | 15 | 54 | 62 | -8   |
| 14   | AS aixoise            | 32  | 38 | 11 | 10 | 7  | 56 | 59 | -3   |
| 15   | Perpignan FC          | 32  | 38 | 10 | 12 | 16 | 36 | 57 | -21  |
| 16   | FC Rouen              | 31  | 38 | 12 | 7  | 19 | 47 | 56 | -9   |
| 17   | FC Nantes             | 30  | 38 | 10 | 10 | 18 | 54 | 84 | -30  |
| 18   | FC Sète               | 27  | 38 | 10 | 7  | 21 | 42 | 74 | -32  |
| 19   | CA Paris              | 26  | 38 | 8  | 10 | 20 | 45 | 66 | -21  |
| 20   | SO Montpellier        | 24  | 38 | 7  | 10 | 21 | 48 | 80 | -32  |

Promotions et relégations
- Montée en Division  1 1956-1957
- Qualification pour les barrages de promotion

Abréviations

#### Buteurs
| Rang | No. | Pos. | Nat. | Nom                  | Buts |
| ---- | --- | ---- | ---- | -------------------- | ---- |
| 1    |     | A    |      | Maurice Singier      | 22   |
| 2    |     | A    |      | Dominique Collados   | 6    |
| 3    |     | D    |      | Maurice Balloche     | 5    |
|      |     | A    |      | Claude Orosco        | 5    |
| 5    |     | D    |      | Jean Devallan        | 4    |
| 6    |     | A    |      | François Fassone     | 3    |
|      |     | M    |      | Saïd-Albert Guessoum | 3    |
| 7    |     | D    |      | Georges Desmars      | 1    |
|      |     | A    |      | Helaouet             | 1    |
|      |     | M    |      | Abdesselem Madani    | 1    |
|      |     | A    |      | Robert Paindessous   | 1    |
|      |     | D    |      | Stanislas Staho      | 1    |
|      |     |      |      | Indéterminé (csc ?)  | 1    |
|      |     |      |      | TOTAUX               | 54   |

### Coupe de France

#### Calendrier
| Date                    | Tour            | Adversaire   | Niveau           | Lieu | Score | Buteurs du FC Nantes     | Affluence |
| ----------------------- | --------------- | ------------ | ---------------- | ---- | ----- | ------------------------ | --------- |
| 18 décembre 1955        | 6e tour         | SC Bel-Abbès | DH - Oran (D4)   | Ext. | 4 - 0 |                          |           |
| Dimanche 8 janvier 1956 | 1/32e de finale | AAJ Blois    | CFA - Ouest (D3) | Ext. | 2 - 3 | Barbier 38e, Fassone 42e |           |

#### Buteurs
| Rang | No. | Pos. | Nat. | Nom              | Buts |
| ---- | --- | ---- | ---- | ---------------- | ---- |
| 1    |     | A    |      | Edmond Barbier   | 1    |
|      |     | A    |      | François Fassone | 1    |
|      |     |      |      | Indéterminés     | 4    |
|      |     |      |      | TOTAUX           | 6    |

### Coupe Charles Drago

#### Calendrier
| Date                    | Tour     | Adversaire | Niveau | Lieu | Score | Buteurs du FC Nantes | Affluence |
| ----------------------- | -------- | ---------- | ------ | ---- | ----- | -------------------- | --------- |
| Dimanche 5 février 1956 | 1er tour | RC Paris   | D1     | Ext. | 1 - 6 | Devallan 63e         | 5.940     |

#### Buteurs
| Rang     | No.      | Pos.     | Nat.     | Nom           | Buts |
| -------- | -------- | -------- | -------- | ------------- | ---- |
| 1        |          | D        |          | Jean Devallan | 1    |
| 1 buteur | 1 buteur | 1 buteur | 1 buteur | TOTAUX        | 1    |

## Statistiques

### Statistiques collectives
| Compétition         | Débute au tour | Termine         | Matches joués | Gagnés | Nuls | Perdus | Buts pour | Buts contre | Différence |
| ------------------- | -------------- | --------------- | ------------- | ------ | ---- | ------ | --------- | ----------- | ---------- |
| Division 2          | -              | 17e             | 38            | 10     | 10   | 18     | 54        | 84          | -30        |
| Coupe de France     | 6e tour        | 1/32e de finale | 2             | 1      | 0    | 1      | 6         | 3           | +3         |
| Coupe Charles Drago | 1er tour       | 1e tour         | 1             | 0      | 0    | 1      | 1         | 6           | -5         |
| Total               | -              | -               | 41            | 11     | 10   | 20     | 61        | 93          | -32        |

## Autres équipes

### Équipe B
Le groupe Ouest est remporté par l'US Quevilly.
| Rang | Équipe           | Pts | J  | G  | N | P  | Bp | Bc | Diff |
| ---- | ---------------- | --- | -- | -- | - | -- | -- | -- | ---- |
| 1    | US Quevilly      | 36  | 24 | 14 | 8 | 2  | 62 | 28 | +34  |
| 2    | SO Cholet        | 33  | 24 | 14 | 5 | 5  | 43 | 29 | +14  |
| 3    | AS Brest         | 32  | 24 | 14 | 4 | 6  | 42 | 24 | +18  |
| 4    | SM Caen          | 29  | 24 | 10 | 9 | 5  | 44 | 32 | +12  |
| 5    | FC Nantes rés.   | 25  | 24 | 10 | 5 | 9  | 39 | 38 | +1   |
| 6    | SPN Vernon       | 24  | 24 | 8  | 8 | 8  | 41 | 36 | +5   |
| 7    | LB Châteauroux   | 24  | 24 | 10 | 4 | 10 | 40 | 36 | +4   |
| 8    | SC Saint-Nazaire | 20  | 24 | 8  | 4 | 12 | 36 | 37 | -1   |
| 9    | AAJ Blois        | 20  | 24 | 7  | 6 | 11 | 32 | 46 | -14  |
| 10   | AS Cherbourg     | 20  | 24 | 9  | 2 | 13 | 42 | 60 | -18  |
| 11   | Stade quimpérois | 19  | 24 | 7  | 5 | 12 | 29 | 40 | -11  |
| 12   | AS Orléans       | 18  | 24 | 7  | 4 | 13 | 31 | 40 | -9   |
| 13   | SC Chasseneuil   | 12  | 24 | 4  | 4 | 16 | 29 | 63 | -34  |